# Chiasmocleis ventrimaculata
Chiasmocleis ventrimaculata là một loài ếch trong họ Nhái bầu. Chúng được tìm thấy ở Bolivia, Brasil, Colombia, Ecuador, và Peru. Các môi trường sống tự nhiên của chúng là các khu rừng ẩm ướt đất thấp nhiệt đới hoặc cận nhiệt đới, đầm nước, và đầm nước ngọt có nước theo mùa.

## Hình ảnh

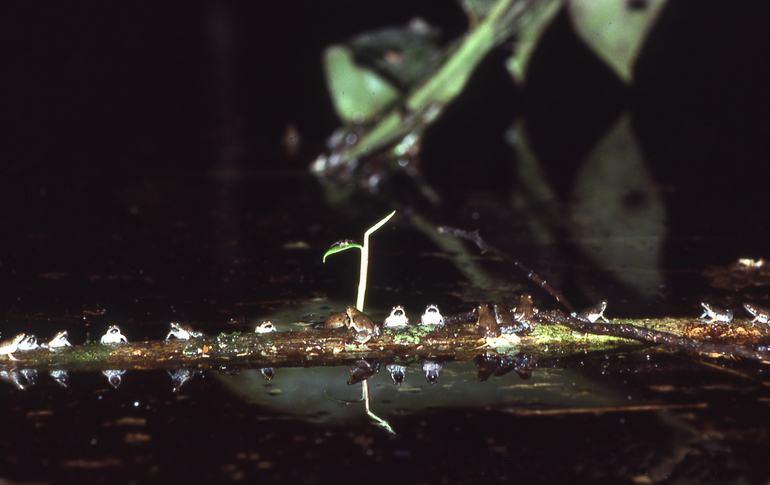